# Sada, Mayotte

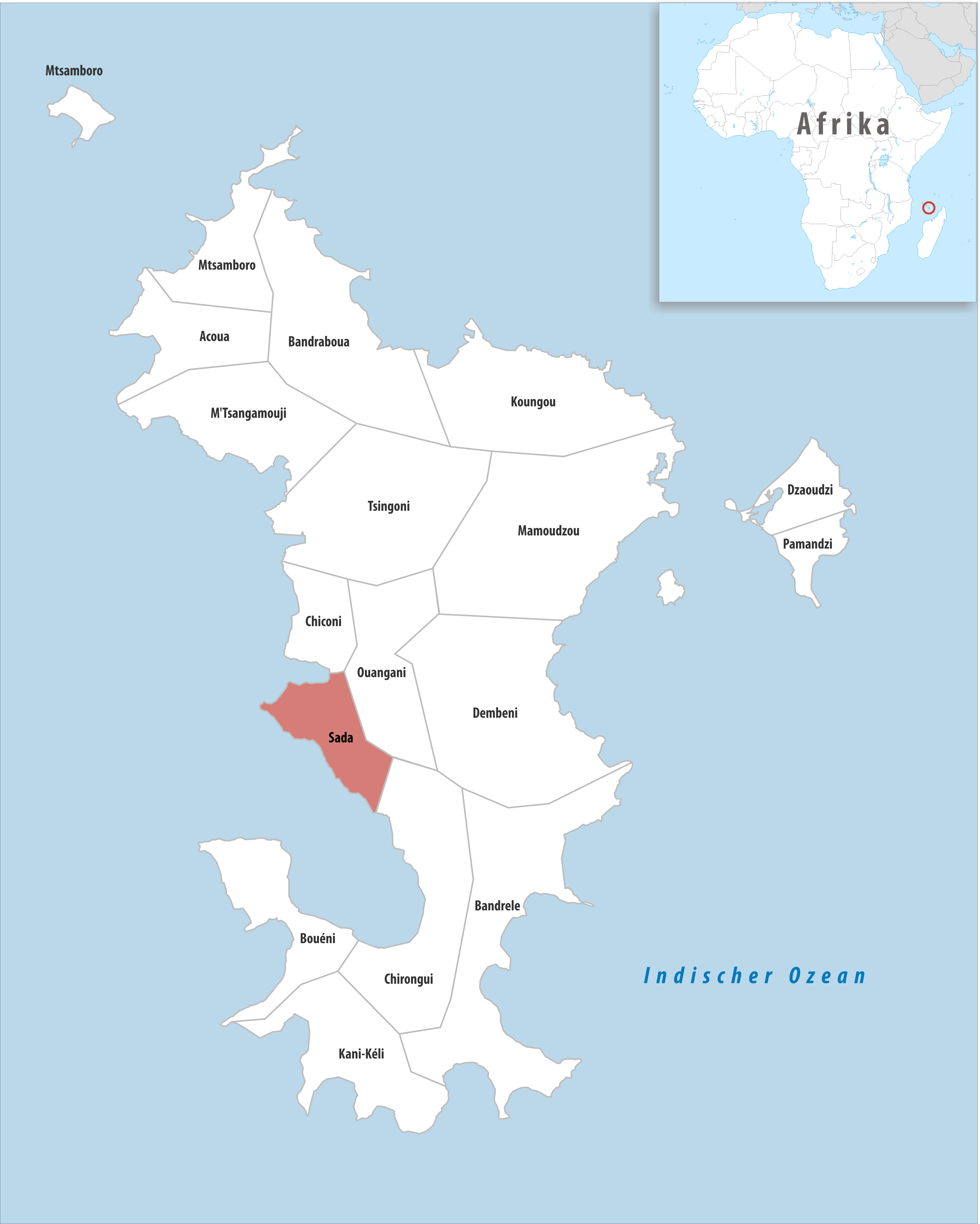
Kommunen Sadas läge i Mayotte.

Sada är en kommun i det franska utomeuropeiska departementet Mayotte i Indiska oceanen. År 2017 hade Sada 11 156 invånare.

## Byar
Kommunen Sada delas i följande byar (folkmängd 2007 inom parentes):
- Sada (6 973)
- Mangajou (1 034)